# 蓋沃斯哈根巴赫河

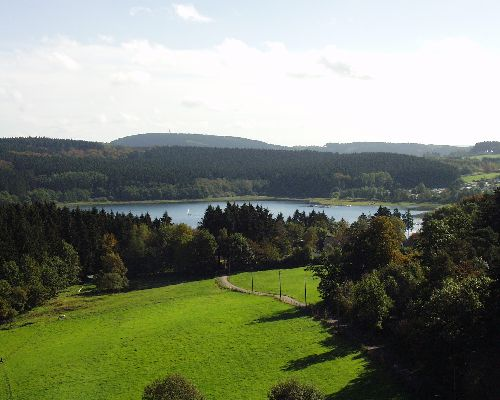

51°04′59″N 7°33′20″E / 51.083006°N 7.555570°E
蓋沃斯哈根巴赫河（德語：Gervershagener Bach），是德國的河流，位於該國西部，流經北萊茵-威斯特法倫州，屬於伍珀河的左支流，河道全長1.9公里，流域面積2.8平方公里。